# Ас-Саид Насир ад-Дин Барака-хан
Это статья о мамлюкском султане; о золотоордынском правителе см.: Берке
Аль-Малик ас-Саид Насир ад-Дин Мухаммед Барака (или Берке)-хан (1260, Каир — 1280, Эль-Карак) — мамлюкский султан Египта (1277—1279), первый сын султана аз-Захира Бейбарса (1260—1277).

## Происхождение
Родился в сафаре 658 г. х. / начале 1260 года в каирском квартале аль-Ушш. О его матери в литературе (например, у В. В. Бартольда, С. Лэн-Пуля и А. Н. Поляка) существует ошибочное мнение, что она была дочерью золотоордынского правителя Берке-хана, и именно в его честь сын Бейбарса получил своё имя. Однако арабские источники (Ибн Шаддад, Ибн Тагриберди, Ибн Ийас) прямо указывают, что женой Бейбарса стала дочь (по другим сведениям — внучка) Хусам ад-Дина Берке-хана ибн Даулет-хана аль-Хорезми, одного из вождей хорезмийцев, приглашённых в Египет айюбидским султаном ас-Салихом Айюбом. Влиянием при дворе Саида Берке-хана пользовался его дядя со стороны матери Бадр ад-Дин Мухаммед (умер в феврале 1280 года).

## Правление
Бейбарс делал всё возможное, чтобы гарантировать правопреемство своему сыну. 29 июля 1264 года, незадолго до совершения над Саидом Берке-ханом обряда обрезания, Бейбарс вручил ему султанские знаки отличия и устроил в его честь торжественное шествие с войсками по Каиру. Войска принесли мальчику клятву верности, которая была повторена в 1267 году. Тогда же приближённый Бейбарса Билик аль-Хазиндар, наиб Египта, был назначен присматривать за его обучением и двором. В 1276 году Берке-хан женился на Газия-хатун, дочери эмира Калауна. В 1277 году, когда Бейбарс был в Сирии и Анатолии, Саид Берке-хан, по крайней мере номинально, управлял Египтом, действуя согласно с советами Билика и визиря Баха ад-Дина ибн Ханна.
Билик скрывал смерть Бейбарса, случившуюся 1 июля 1277 года в Дамаске, до того момента, как его тело было доставлено в Каир, и обеспечено беспрепятственное вступление на трон Берке-хана. Положение Билика, как наиба Египта, было подтверждено, но султан и его мать, видимо, тяготились опекой. Билик неожиданно умер в августе 1277 года, весьма вероятно, от отравления. Его место было отдано Ак-Сонкуру аль-Фаркани, который затем был замещён Сункуром аль-Альфи аль-Салихи и, наконец, в 1278 году, Кундуком аз-Захири. Ак-Сонкур аль-Фаркани был арестован, так же как и многие из старших эмиров Салихи, включая Сункура аль-Ашкара и Байсари. Кундук аз-Захири, по происхождению монгол, был одним из тех молодых мамлюков, которых Бейбарс выбрал своему сыну в товарищи по обучению. Он был переведён на пост наиба из хассакийя, отборного корпуса молодых мамлюков, служивших в Цитадели в качестве телохранителей, стольников и пажей. Назначение Кундука показало, что Саид Берке-хан отдаёт предпочтение молодым мамлюкам перед двумя прежде влиятельными группировками — Салихи (мамлюки ас-Салиха Айюба) и Захири (мамлюки аз-Захира Бейбарса). Назревавший мятеж Салихи был предотвращён благодаря совету Бадр ад-Дина Мухаммеда арестовать нескольких эмиров.
Весной 1279 года Берке-хан под давлением хассакийя удалил из Каира двух влиятельнейших эмиров Калауна и Байсари, отправив их в поход против Киликийской Армении. Тем временем, Кундук, проявлявший стремление к самостоятельности и смещённый с должности наиба, вступил в переговоры с этими эмирами. Берке-хан отправился в Дамаск, а войска Калауна, тайно выступив из Киликии и миновав Дамаск, спешно прибыли в Каир, где вместе с Кундуком и большим числом эмиров и мамлюков подняли мятеж против султана. Берке-хан поспешил в Каир, где смог укрыться в Цитадели. Но Цитадель была окружена, и лучшее, чего удалось добиться в результате переговоров матери султана — в обмен на отречение он получил крепость Эль-Карак как полунезависимый удел. Отречение состоялось в августе 1279 года. На престол был возведён семилетний брат Берке-хана Саламыш под опекой Калауна.
Саид Берке-хан скончался в Эль-Караке в марте 1280 года от болезни, ставшей результатом падения во время игры в поло. Имелись также подозрения, что он отравлен по приказу Калауна. В 1281 году мать перевезла тело сына в Дамаск и похоронила его в гробнице Бейбарса (в настоящее время — библиотека Захирия).